# 久米宏のTOKYO空の下
久米宏のTOKYO空の下（くめひろしのとうきょうそらのした）は、BS朝日で2010年から放送されている1時間の紀行番組である。久米宏の冠番組。

## 概要
BS朝日の母体であるテレビ朝日が社名を日本教育テレビ (NET) としていた時期、1966年から1971年の5年間、空撮映像を交えて戦後の復興が着実に進んでいく東京都の風景を日替わりで紹介していく約5分間の紀行番組『東京の空の下』が平日夕方に放送されていた。その終了からおよそ40年が経過し、あらためて当時の東京の空撮映像を久米と様々なゲストがその思い出話を交えながら振り返りつつ、空撮映像に映っていた同じ場所の現在の映像を交えて、時代の移り変わりを比較していこうとする番組である。
2011年4月29日に放送されて以降は、2014年まで新作は放送されていない。

## 受賞
- 平成22年日本民間放送連盟賞 テレビエンターテインメント番組 優秀賞

## スタッフ
- 構成 - オグロテツロウ
- AP - 成迫綾乃
- AD - 根岸耕平、中内功
- ディレクター・演出 - 塚本恭史、菅井尚伸
- プロデューサー - 川島保男、村尾尚子、塚本恭史、菅井尚伸
- 制作 - BS朝日、テレビ朝日、PROPO